# Bezpośrednie udzielenie zamówienia
Bezpośrednie udzielenie zamówienia – oznacza udzielenie zamówienia prowadzącego do zawarcia umowy o świadczenie usług publicznych danemu podmiotowi świadczącemu usługi publiczne z pominięciem procedury przetargowej.